# Верхне-Никольское (Сасовский район)
Верхне-Нико́льское (вариант Верхненико́льское) — село в Сасовском районе Рязанской области России. Входит в состав Трудолюбовского сельского поселения.

## Географическое положение
Находится в северо-восточной части Сасовского района на границе с Кадомским районом, в 2,5 км от реки Яры. Расстояние до райцентра Сасово — 29 км к западу по асфальтированной дороге.
Ближайшие населённые пункты:

Нижненикольск — в 6 км к северу по грунтовой дороге (в 11 км по дороге с твёрдым покрытием);

Дарьино — в 9 км к северо-востоку по асфальтированной и щебёнчатой дороге;

Ивановка — в 10 км к востоку по грунтовой дороге;

Кустарёвка — в 13 км к югу по асфальтированной дороге;

Поляки-Майданы — в 7 км к западу по асфальтированной дороге;

Шевали-Майданы — в 9 км к северо-западу по грунтовой дороге.
Ближайшая железнодорожная станция Кустарёвка — в 13 км к югу по асфальтированной дороге.

## Природа
Климат умеренно континентальный. Расположено в зоне смешанных лесов. Высокая степень залесённости территории. Преобладающие породы деревьев — берёза, осина, сосна. Рельеф довольно разнообразный, но в целом равнинный. Высота над уровнем моря 128—139 м. Низкая распаханность территории.

## Население
| 1984 | 1989 | 2010 |
| ---- | ---- | ---- |
| 140  | ↗146 | ↘75  |

## Хозяйство
В советское время работала большая молочно-товарная ферма, а при ней машино-тракторная мастерская и хранилище горюче-смазочных материалов.

## Инфраструктура
Через село проходит асфальтированная дорога Сасово — Кустарёвка. В пределах населённого пункта участок этой дороги носит название — улица Центральная. В окрестностях также имеется кладбище. В 500 м к северу проходит подземный газопровод высокого давления Ямбург — Тула и расположенная неподалёку станция перекачки.

## Транспорт
Связь с райцентром осуществляется автобусным маршрутом пригородного значения: № 113 Сасово — Верхне-Никольское. Автобусы малой вместимости (Газель) курсируют один раз в неделю по средам. Стоимость проезда до Сасово составляет 60 рублей.